# (738) Alagasta
Pour les articles homonymes, voir Alagasta.
(738) Alagasta est un astéroïde de la ceinture principale découvert le 7 janvier 1913 par l'astronome allemand Franz Kaiser.

Sa désignation provisoire était 1913 QO.